# Don Scardino
Don Scardino (17 de fevereiro de 1948) é um diretor e produtor de televisão e ex-ator norte-americano. É produtor de 30 Rock desde 2006.

## Trabalhos como diretor selecionados
- 30 Rock (2006–presente)
- Lennon (2005; musical da Broadway)
- Hope & Faith (2004–06)
- George Lopez (2004)
- Oldest Living Confederate Widow Tells All (2003; peça da Broadway)
- Law & Order: Criminal Intent (2002–03)
- Ed (2002–03)
- The West Wing (2000)
- Cosby (1998–2000)
- Law & Order (1991–2006)
- The Days and Nights of Molly Dodd (1988–1991)